# Caenolyda reticulata
Caenolyda reticulata – gatunek błonkówki z rodziny osnujowatych.

## Zasięg występowania
Europa, gatunek szeroko rozpowszechniony. Notowana w Austrii, Belgii, Czechach, Danii, Estonii, Finlandii, we Francji, w Luksemburgu, na Łotwie, Niemczech, Norwegii, Polsce, Rumunii, zach. Rosji, na Słowacji, w Szwajcarii, Szwecji, na Węgrzech oraz we Włoszech.

## Budowa ciała
Osiąga 12-15 mm długości. Ubarwienie ciała charakterystyczne, czarno-czerwone. Odwłok jaskrawoczerwony z czarnymi plamkami na sternitach oraz końcowych tergitach. Głowa u samicy czarno-czerwona, zaś u samca całkowicie czarna. Skrzydła czerwone bądź jaskrawopomarańczowe z licznymi, dużymi czarnymi plamami, najrozleglejszymi na ich końcach.

## Biologia i ekologia
Występuje nielicznie w borach sosnowych. Spotykana w maju i czerwcu. Gąsienice żerują na igłach sosen. 